# ルイス・カウフマン
ルイス・カウフマン（Louis Kaufman, 1905年5月10日 - 1994年2月9日）は、アメリカ合衆国のヴァイオリン奏者。
オレゴン州ポートランドの生まれ。両親はルーマニアからのユダヤ人移民である。
13歳で音楽芸術研究所に入り、フランツ・クナイゼルに師事。1926年から1933年までミュージカル・アート四重奏団のヴィオラ奏者を務めたが、1928年にはニューヨーク・タウン・ホールでヴァイオリンの独奏者としてデビューを果たし、ナウムバーグ賞を受賞している。
1934年にはロサンゼルスに移住し、ハリウッド映画のスタジオ・オーケストラのヴァイオリン奏者を務め、映画『風と共に去りぬ』のサウンドトラックではヴァイオリン独奏を務めている。
一方で録音活動も活発に行い、アントニオ・ヴィヴァルディからアンリ・ソーゲ、ウォルター・ピストンやサミュエル・バーバー等まで幅の広いレパートリーを誇った。
ロサンゼルスの自宅で他界した。

## 主なディスコグラフィ
- ヴィヴァルディ 《和声と創意への試み》：ヘンリー・スヴォボダ指揮 コンサート・ホール室内管弦楽団（〈四季〉のみ）、クレメンス・ダヒンデン、ヴィンタートゥール交響楽団：Naxos (コンサート・ホール・ソサエティ原盤) <8.110297-98>, 1947-1950年。(CD)
- マルティヌー／ハチャトゥリアン／アクロン／リムスキー＝コルサコフ／チャイコフスキー：ヴァイオリン作品集：ジャン＝ミシェル・ルコント指揮 フランス国立放送管弦楽団 ジャック・ラフミロヴィチ指揮 サンタモニカ交響楽団 ：Cambria <CAMCD-1063>, 1946-1955年。(CD)